# Zostérops des Philippines
Zosterops meyeni
Espèce
Statut de conservation UICN

 LC  : Préoccupation mineure
Le Zostérops des Philippines (Zosterops meyeni) est une espèce d'oiseau de la famille des Zosteropidae.

## Dénomination
Le nom Zostérops est issu du grec ζωστήρ (zoster) signifiant « ceinture » et ὤψ (ops) signifiant « œil », en référence au cercle blanc qui entoure ses yeux ; l'épithète meyeni désigne le zoologiste Franz Julius Ferdinand Meyen. Le qualificatif «des Philippines » se réfère tout simplement à son origine géographique. Il est connu sous le nom de « da-ti-ú » par les natifs de l'île de Batan.

## Description
Le Zostérops des Philippines mesure entre 10,2 et 12 cm, pour un poids aux alentours de 10 g. Il possède un front et une gorge jaune citron, avec des dessus jaune-vert olive ; il arbore le cercle oculaire blanc caractéristique des zostérops. Ses lores sont noirs, et ses dessous sont gris pâle, avec une bande ventrale teintée de jaune ; sa croupe est jaune. Son bec est de couleur sombre, et ses pattes peuvent être brune ou couleur plomb. La femelle est identique au mâle.

## Répartition et habitat

### Répartition
Il est endémique des Philippines et de Taïwan ; on le trouve uniquement dans la partie nord des Philippines, à partir du nord des Visayas orientales et de Mindoro.

### Habitat
Le Zostérops des Philippines habite les forêts et fourrés ; on peut également le retrouver dans des zones plus ouvertes comme les jardins et les plantations ; on le retrouve plutôt à basse altitude, subissant la concurrence du Zostérops du Japon à partir de 1 000 m. On peut occasionnellement le rencontrer dans des environnements plus urbanisés bien qu'il n'y soit pas particulièrement commun.

## Écologie et comportement

### Alimentation
Son régime alimentaire n'est pas connu ; il se nourrit plutôt en groupe, parfois au sein d'une volée mixte d'alimentation,.

### Reproduction
Le Zostérops des Philippines se reproduit entre avril et août, construisant un nid en bol placé dans les branches d'un arbre ; il y pond 3 ou 4 œufs (parfois 5), de couleur blanc ou bleu pâle. Les détails de sa reproduction ne sont pas connus.

### Vocalisations
Le mâle est considéré comme ayant un chant assez mélodieux.

## Systématique
Le Zostérops des Philippines a été décrit pour la première fois par Charles-Lucien Bonaparte en 1850, sur la base d'une planche publiée en 1832, mais incorrectement identifié comme Dicaeum flavum (aujourd'hui Zostérops flavescent).
Il est actuellement divisé en deux sous-espèces dans la classification de référence du Congrès ornithologique international (4 avril 2024):
- Z. m . meyeni Bonaparte, 1850 : la sous-espèce nominale. Vit dans la partie nord des Philippines, sur les îles de Calayan, Luçon, Mindoro et une partie des Visayas orientales.
- Z. m. batanis McGregor, 1907 : Vit à Taïwan et dans l'extrême-nord des Philippines (nommée d'après l'île de Batan). Proche de meyeni, mais sensiblement plus grand, avec un front jaune plus brillant[2].

Une troisième sous-espèce, gilli, a occasionnellement été reconnue, bien que généralement rattachée à Zosterops montanus ; elle est considérée aujourd'hui comme synonyme de meyeni.

## Le Zostérops des Philippines et l'humain

### Conservation
Le Zostérops des Philippines est considéré comme une « préoccupation mineure » par l'UICN (4 avril 2024), en raison de son caractère assez commun et sa large airede répartition ; bien que mal connue, on considère que sa population est relativement stable.